# Kevington
Kevington of Macks Creek is een plaats in de Australische deelstaat Victoria, gelegen ten zuiden van Jamieson aan de weg van Mansfield naar Woods Point, in het lokale bestuursgebied Mansfield Shire. Het gehucht wordt doorsneden door de rivier de Goulburn.
De oorsprong van Kevington ligt in 1862, toen een man genaamd J. S. Garrett een bierhuis opende aan de weg van Jamieson naar de mijnwerkersplaats Gaffneys Creek. Toen er goud werd aangetroffen in de nabijgelegen Lucks All and Star Of The West-mijnen, werd de nederzetting uitgebreid met winkels, slagers en huizen. De plaats werd vervolgens opgenomen in het kadaster en kreeg de naam Kevington. Met het verdwijnen van de mijnbouw, veranderde de plaats in een spookdorp. De naam Kevington werd vervolgens gegeven aan het dorp Macks Creek iets verderop. Het Poplar Hotel (wat in de volksmond ook wel "Kevington Hilton" of "de Kevy Pub" wordt genoemd) heeft de plaats ingenomen van het voormalige bierhuis van Garrett.